# Mistrovství světa v cyklokrosu 1952
3. mistrovství světa v cyklokrosu se konalo 24. února 1952 v Ženevě ve Švýcarsku. Závodu se účastnilo 25 závodníků, z nichž dojelo 19 do cíle. Trať závodu byla dlouhá 24,045 km. Zvítězil Roger Rondeaux z Francie s více než dvouminutovým náskokem před krajanem André Dufraissem. S téměř tříminutovou ztrátou dojel třetí Albert Meier ze Švýcarska. Průměrná rychlost vítěze byla 16,267 km/h.

## Přehled
| Poř.             | Jméno                 | Čas             |
| Zlatá medaile    | Roger Rondeaux        | 1 h 13 min 56 s |
| Stříbrná medaile | André Dufraisse       | + 2 min 04 s    |
| Bronzová medaile | Albert Meier          | + 2 min 52 s    |
| 4                | Pierre Jodet          | + 3 min 15 s    |
| 5                | Sergio Toigo          |                 |
| 6                | Pierre Champion       | + 3 min 43 s    |
| 7                | Roland Fantini        | + 3 min 54 s    |
| 8                | Firmin Van Kerrebroek | + 5 min 43 s    |
| 9                | Antonin Canavese      | + 6 min 23 s    |
| 10               | Luigi Malabrocca      | + 7 min 00 s    |
| 11               | Graziano Petrusi      | + 7 min 41 s    |
| 12               | Julian Aguirrezabal   | + 7 min 43 s    |
| 13               | Marco Thewes          | + 7 min 50 s    |
| 14               | Francesco Exposito    | + 8 min 22 s    |
| 15               | Jean-Pierre Bolay     | + 9 min 17 s    |
| 16               | Giovanni Romana       |                 |
| 17               | Gabriel Saura         |                 |
| 18               | Edy Duhr              |                 |
| 19               | Angel Bruna           |                 |
|                  | Jean Kircher          | nedokončil      |
|                  | + 5 dalších           | nedokončilo     |